# Queensbury (stacja metra)
Queensbury – naziemna stacja metra w Londynie na trasie Jubilee Line, położona w dzielnicy Brent. W latach 1934–1939 przebiegała nią Metropolitan Line, a następnie od 1939 do 1979 odgałęzienie Bakerloo Line. Po powstaniu w 1979 Jubilee Line, weszła w jej skład. Obecnie jest używana przez ok. 3,19 mln pasażerów rocznie. Leży w czwartej strefie biletowej.